# Manganesepta
Manganesepta is een geslacht van weekdieren uit de klasse van de Gastropoda (slakken).

## Soorten
- Manganesepta atiaia Simone & Cunha, 2014
- Manganesepta hessleri McLean & Geiger, 1998